# Beat of My Drum
Beat of My Drum – to debiutancki singel solowy brytyjskiej piosenkarki Nicoli Roberts, promujący debiutancki album artystki Cinderella’s Eyes. Został wydany 5 czerwca 2011 w Wielkiej Brytanii przez wytwórnię Polydor Records. Twórcami tekstu są Roberts, Maya von Doll, Wesley "Diplo" Pentz i Dimitri Tikovoi.
Utwór zadebiutował na 27. miejscu UK Singles Chart.

## Track lista
Digital download
1. "Beat of My Drum" – 2:56
2. "Beat of My Drum" (Instrumental) – 2:56
3. "Porcelain Heart" (iTunes Pre-Order Only) – 3:49

CD single
1. "Beat of My Drum" – 2:56
2. "Disco, Blisters, and a Comedown"

Remixes
1. "Beat of My Drum" (Loverush UK! Radio Edit) – 3:37
2. "Beat of My Drum" (Loverush UK! Club Mix) – 6:25
3. "Beat of My Drum" (Loverush UK! Dub) – 6:24
4. "Beat of My Drum" (KC Blitz Remix) – 3:10
5. "Beat of My Drum" (KC Blitz Instrumental) – 3:11

## Notowania
| Lista (2011)                          | Najwyższa pozycja |
| ------------------------------------- | ----------------- |
| Irish Singles Chart (Irlandia)        | 37                |
| The Official Charts Company (Szkocja) | 26                |
| UK Singles Chart (Wielka Brytania)    | 27                |

## Historia wydania
| Region          | Data            | Wytwórnia       | Format           |
| --------------- | --------------- | --------------- | ---------------- |
| Wielka Brytania | 5 czerwca 2011  | Polydor Records | Digital download |
| Wielka Brytania | 18 czerwca 2011 | Polydor Records | CD single        |